# Ruddan
| System                         | Oddział  | Piętro   | Wiek (mln lat) |
| ------------------------------ | -------- | -------- | -------------- |
| Dewon                          | Dolny    | lochkow  | młodsze        |
| Sylur                          | przydol  | przydol  | 423–419,2      |
| Sylur                          | ludlow   | ludford  | 425,6–423      |
| Sylur                          | ludlow   | gorst    | 427,4–425,6    |
| Sylur                          | wenlok   | homer    | 430,5–427,4    |
| Sylur                          | wenlok   | szejnwud | 433,4–430,5    |
| Sylur                          | landower | telicz   | 438,5–433,4    |
| Sylur                          | landower | aeron    | 440,8–438,5    |
| Sylur                          | landower | ruddan   | 443,8–440,8    |
| Ordowik                        | Późny    | hirnant  | starsze        |
| Podział według IUGS, luty 2017 |          |          |                |

Ruddan (ang. Rhuddanian)
- w sensie geochronologicznym – najstarszy wiek landoweru (starszy sylur), trwający około 3 milionów lat (od 443,8 ± 1,5 do 440,8 ± 1,2 mln lat temu).

- w sensie chronostratygraficznym – najniższe piętro landoweru, wyższe od hirnantu (najwyższy ordowik) a niższe od aeronu. Stratotyp dolnej granicy piętra i zarazem międzynarodowy stratotyp granicy ordowik/sylur znajduje się w Dob's Linn koło Moffat (południowa Szkocja). Dolną granica ruddanu wyznacza pierwsze pojawienie się graptolitów Parakidograptus acuminatus (Nicholson, 1867) i Akidograptus ascensus Davies, 1929. Nazwa pochodzi od farmy Cefn-Rhuddan koło Llandovery (w południowej Walii).